# IC之音
IC之音（竹科廣播股份有限公司）是台灣的廣播電台，於2002年2月25日開播，是由91位服務於新竹科學工業園區的企業主管集資成立的廣播電台，廣播地區為新竹、桃園、苗栗，部份台北地區，收聽頻率為FM 97.5。
IC之音致力於財經科技與人文藝術的內容製作，節目製播方針為「資訊國際化」、「內容社群化」、「音樂心靈化」，並於2018年4月23日啟動台灣第一個行動音頻。

## 沿革
2000年，新竹科學園區的科技菁英們看見媒體競爭的隱憂，對於市場上充滿淺碟化的小道消息、名人八卦、政治論戰，而缺乏深度分析與洞見感到失望，期望創造一個具備內容品質的媒體，因此在新竹籌備設立「IC之音‧竹科廣播電台」，於2002年正式開台。
IC之音，以「I Care，I Can，I Change」「我在乎、我能夠、我改變」作為電台理念，秉持這理念，將向上、向善的心靈價值推及全台灣以至全球華人世界，以聲音傳遞專業知識與動人故事，立志成為「知識工作族的標準配備」、「全球華人的心靈故鄉」，是一座以公益為目標的商業性電台。
IC之音自2002年開台以來，致力於製作富有深度的高品質節目，類型涵蓋新聞議題、財經企管、科技新知、藝術人文、親子家庭、個人成長、生活健康、音樂欣賞。在跨媒體方面：IC之音與天下雜誌群（天下雜誌、康健雜誌、Cheers快樂工作人雜誌、e天下雜誌）合作。在製播節目方面：在台中地區，IC之音與全國廣播、太陽廣播電台合作。在各大專院校方面：IC之音與政大之聲（國立政治大學）、清華電台（國立清華大學）、松濤電台（國立中央大學）、輔大之聲（天主教輔仁大學）、長榮之聲（長榮大學）合作。
2022年，電子時報入主IC之音，由黃欽勇擔任IC之音董事長。

## 歷年金鐘獎入圍
| 西元(年) | 2003 | 2004 | 2005 | 2006 | 2007 | 2008 | 2009 | 2010 | 2011 | 2012 | 2013 | 2014 | 2015 | 2016 | 2017 | 2018 | 2019 | 2020 | 2021 | 2022 |
| 數量(項) | 3    | 2    | 6    | 2    | 5    | 6    | 7    | 7    | 10   | 8    | 9    | 11   | 8    | 15   | 11   | 4    | 3    | 3    | 8    | 6    |

## 歷年得獎紀錄
| 年度 | 獎項                                   | 數量 | 說明                                                          |
| ---- | -------------------------------------- | ---- | ------------------------------------------------------------- |
| 2003 | 金鐘獎                                 | 1    | 「專業頻道獎」——人文電台                                      |
| 2005 | 金鐘獎                                 | 1    | 「藝術文化節目主持人獎」——蔣勳／美的沉思‧蔣勳時間             |
| 2007 | 金鐘獎                                 | 2    | 「單元節目獎」——打開客家的天空                                |
| 2007 | 金鐘獎                                 | 2    | 「藝術文化節目主持人獎」——蔣勳／美的沉思‧蔣勳時間             |
| 2008 | 金鐘獎                                 | 2    | 「藝術文化節目獎」——美的沉思‧蔣勳時間                         |
| 2008 | 金鐘獎                                 | 2    | 「藝術文化節目主持人獎」——蔣勳／美的沉思‧蔣勳時間             |
| 2008 | 文馨獎（文建會）                       | 2    | 「最佳創意獎」——「新竹之春音樂節」和「IC寧靜革命」            |
| 2008 | 文馨獎（文建會）                       | 2    | 常設獎項「銀獎」」——「新竹之春音樂節」和「IC寧靜革命」        |
| 2008 | 媒體推動終身學習獎（教育部）           | 1    | 「刊播獎」——打開客家的天空                                    |
| 2009 | 金鐘獎                                 | 3    | 「非流行音樂節目獎」——IC小提琴名人堂                          |
| 2009 | 金鐘獎                                 | 3    | 「非流行音樂節目主持人獎」——劉馬利／IC小提琴名人堂            |
| 2009 | 金鐘獎                                 | 3    | 「流行音樂節目主持人獎」——黃介文／跟著音樂去旅行              |
| 2009 | 全球華語廣播獎                         | 1    | 「魅力主持獎」——楚雲／迴旋曲                                  |
| 2009 | 公益新聞金輪獎（扶輪社）               | 1    | 「熱心公益獎」                                                |
| 2010 | 金鐘獎                                 | 1    | 「專業頻道獎」——人文電台                                      |
| 2011 | 金鐘獎                                 | 4    | 「企劃編撰獎」——田麗雲、李知昂、張靜宜／下一個百年 看見新台灣 |
| 2011 | 金鐘獎                                 | 4    | 「藝術文化節目獎」——今晚我可以讀詩                            |
| 2011 | 金鐘獎                                 | 4    | 「藝術文化節目主持人獎」——方平 (田麗雲)／今晚我可以讀詩       |
| 2011 | 金鐘獎                                 | 4    | 「非流行音樂節目獎」——馬利音樂沙龍                            |
| 2011 | 兩岸新聞報導獎                         | 1    | 「佳作」——廣播專題報導獎                                      |
| 2011 | 學學獎                                 | 1    | 「特別獎」——綠色媒體報導組                                    |
| 2012 | 金鐘獎                                 | 3    | 「專業頻道獎」——科技人文專業電台                              |
| 2012 | 金鐘獎                                 | 3    | 「社區節目主持人獎」——潘國正、洪惠冠／愛上新竹                |
| 2012 | 金鐘獎                                 | 3    | 「單元節目獎」——大夥房下我的歌                                |
| 2013 | 金鐘獎                                 | 1    | 「社區節目獎」——愛上新竹                                      |
| 2013 | 全球華語廣播獎                         | 1    | 「魅力主持獎」——田麗雲／今晚我可以讀詩                        |
| 2014 | 金鐘獎                                 | 2    | 「企劃編撰獎」——田麗雲、李心茹／午后文學館—青番公的故事       |
| 2014 | 金鐘獎                                 | 2    | 「社區節目主持人獎」——潘國正、洪惠冠／愛上新竹                |
| 2014 | 文創產業新聞報導獎（中華新聞記者協會） | 1    | 「文創產業新聞報導獎」——謝美芳、林絲雯                        |
| 2015 | 全球華語廣播獎                         | 1    | 「魅力主持獎」——田麗雲／在深夜遇見……                          |
| 2016 | 金鐘獎                                 | 1    | 「兒童節目獎」——音樂‧故事灣                                   |
| 2017 | 金鐘獎                                 | 1    | 「藝術文化節目獎」——閱讀在午后                                |
| 2018 | 金鐘獎                                 | 2    | 「電台品牌行銷創新獎」                                        |
| 2018 | 金鐘獎                                 | 2    | 「藝術文化節目主持人獎」——陳煒智／臺灣電影筆記                |
| 2021 | 金鐘獎                                 | 2    | 「社區節目獎」——愛上新竹                                      |
| 2021 | 金鐘獎                                 | 2    | 「社區節目主持人獎」——洪惠冠、蔡榮光／愛上新竹                |
| 2022 | 全球華文永續報導獎                     | 1    | 專業組/音頻組優等獎——島嶼共聲．傾聽台灣                       |
| 2022 | 金鐘獎                                 | 4    | 「社區節目獎」——原鄉花園                                      |
| 2022 | 金鐘獎                                 | 4    | 「社區節目主持人獎」——安力．給怒(賴安淋)、比黛．A宓(王淑榮)   |
| 2022 | 金鐘獎                                 | 4    | 「類型音樂節目主持人獎」——Zoe 黃瑞芬                          |
| 2022 | 金鐘獎                                 | 4    | 「企劃編撰獎」——李洛梅、劉駿逸、涂豐恩、黃書瑋/好好說那年     |